# Ришпанс, Антуан
Антуа́н Ришпа́нс (фр. Antoine Richepanse; 25 марта 1770, Мец — 3 сентября 1802, Бас-Тер) — французский дивизионный генерал.

## Биография
Родился 25 марта 1770 года в Меце, сын офицера.
Вступив в 1791 году в военную службу, отличился в сражении при Альтенкирхене в 1794 году и был произведён в бригадные генералы.
Он и Ней командовали кавалерийскими бригадами Рейн-Мозельской, а впоследствии Самбро-Маасской армий, и особенно отличились в походах 1796 и 1797 годов. 6 августа 1796 года, Ришпанс был тяжело ранен при Эбрахе. В следующем году, предводительствуя конными егерями дивизии генерала Гоша, он в сражении при переправе через Рейн у Нейвида 18 апреля отнял у австрийцев двадцать семь пушек и семь знамён.
В 1799 году он был назначен в Итальянскую армию Шампионе и 4 ноября при Фоссано произвёл несколько блестящих кавалерийских атак против артиллерии. В 1800 году Ришпанс командовал дивизией Рейнской армии Моро, участвовал в сражениях при Энгене и Штокахе, Москирхе, Биберахе и Гохштедте, блокировал Ульм, а потом был главным вершителем победы, одержанной французами при Гогенлиндене. Неотступно преследуя неприятеля, Ришпанс 17 и 18 декабря разбил его арьергард при Франкенмаркте, Феклабрюке и Шванштадте и причинил австрийцам значительный урон. Перемирие в Штейере окончило эту кампанию.
После подписания предварительных мирных условий с Англией, Ришпансу поручено было Наполеоном Бонапартом усмирить бунт на Гваделупе и восстановить владычество Франции на этом острове.
В первых числах апреля 1802 года, эскадра из трёх линейных кораблей и четырёх фрегатов отплыла из Бреста и 7 мая высадила на берег Гваделупы 3500 солдат. Мятежники вскоре были разбиты и их укрепления взяты. Ришпанс занялся устройством нового управления и восстановлением порядка на острове, но, заболев жёлтой лихорадкой, скончался 3 сентября 1802 года.
Наполеон почтил его память, назвав одну из улиц Парижа его именем, а вдове Ришпанса пожаловал графское достоинство. Также в его честь был назван форт на Гваделупе и его имя выбито на Триумфальной арке в Париже.